# Železniční trať v Jizre'elském údolí

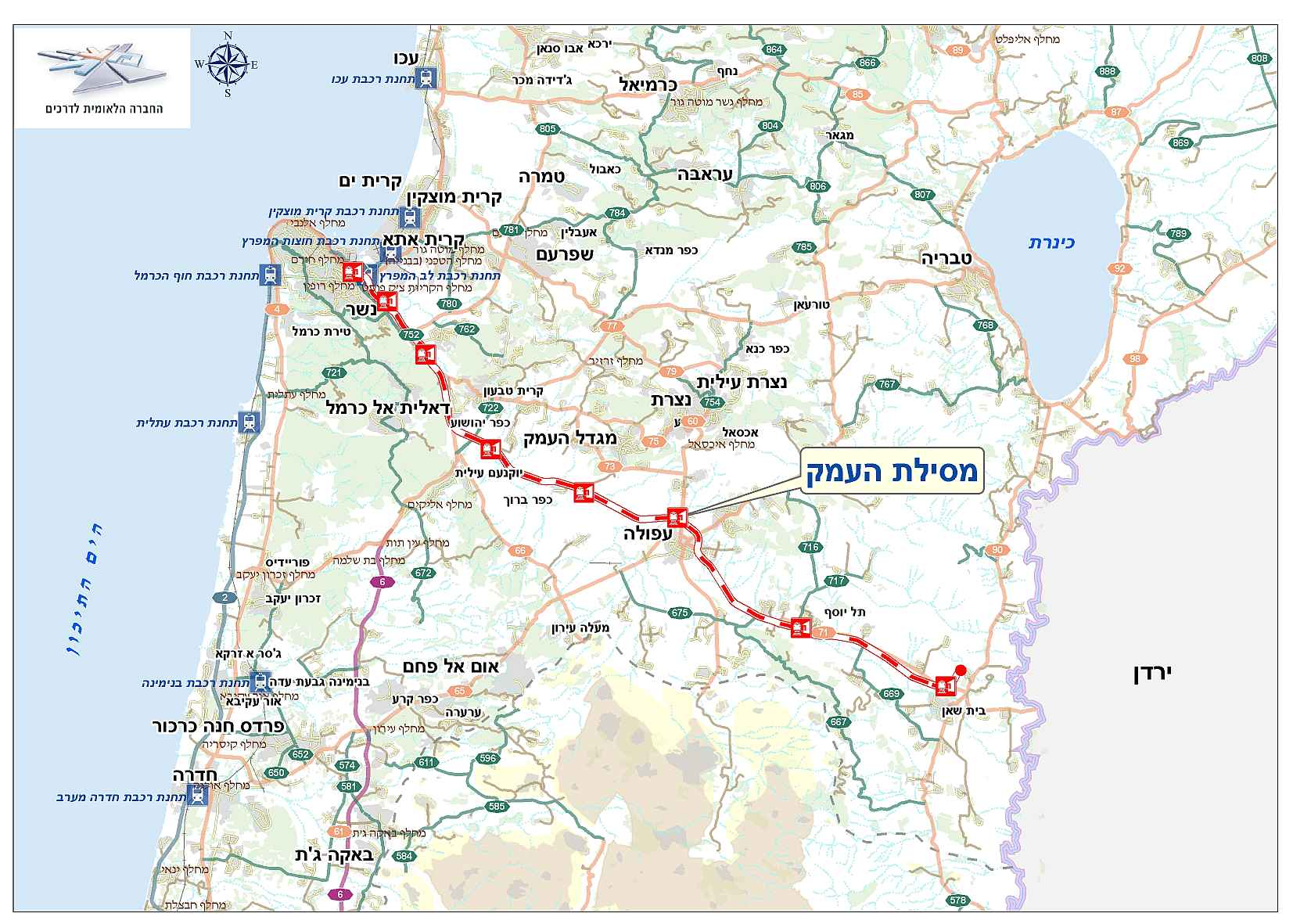
Mapa obnoveného úseku trati z Haify do Bejt Še'anu dle plánu z roku 2011.

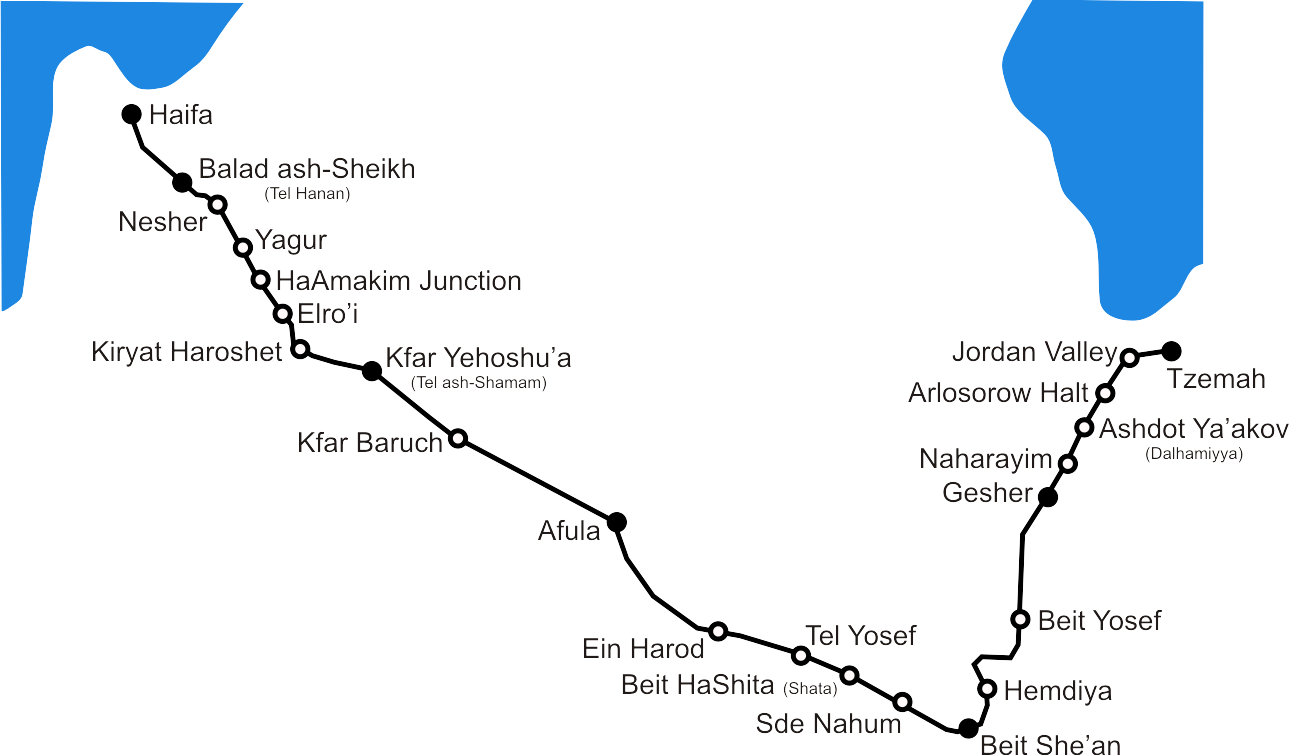
Mapa původní železniční trati v Jizre'elském údolí, stanice zprovozněné v první fázi počátkem 20. století označeny plným symbolem

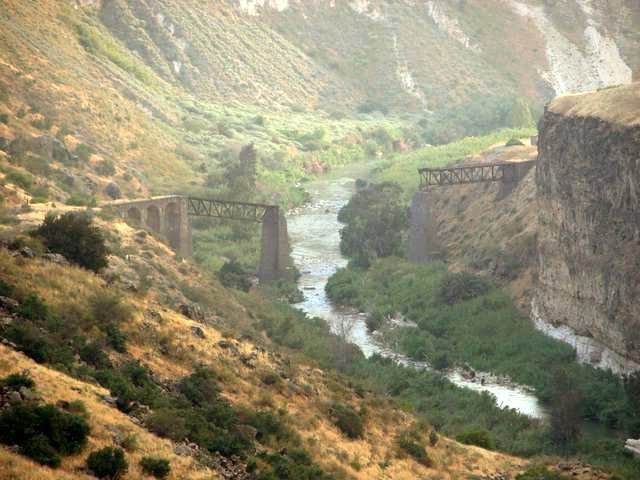
Zničený železniční most přes Jarmuk

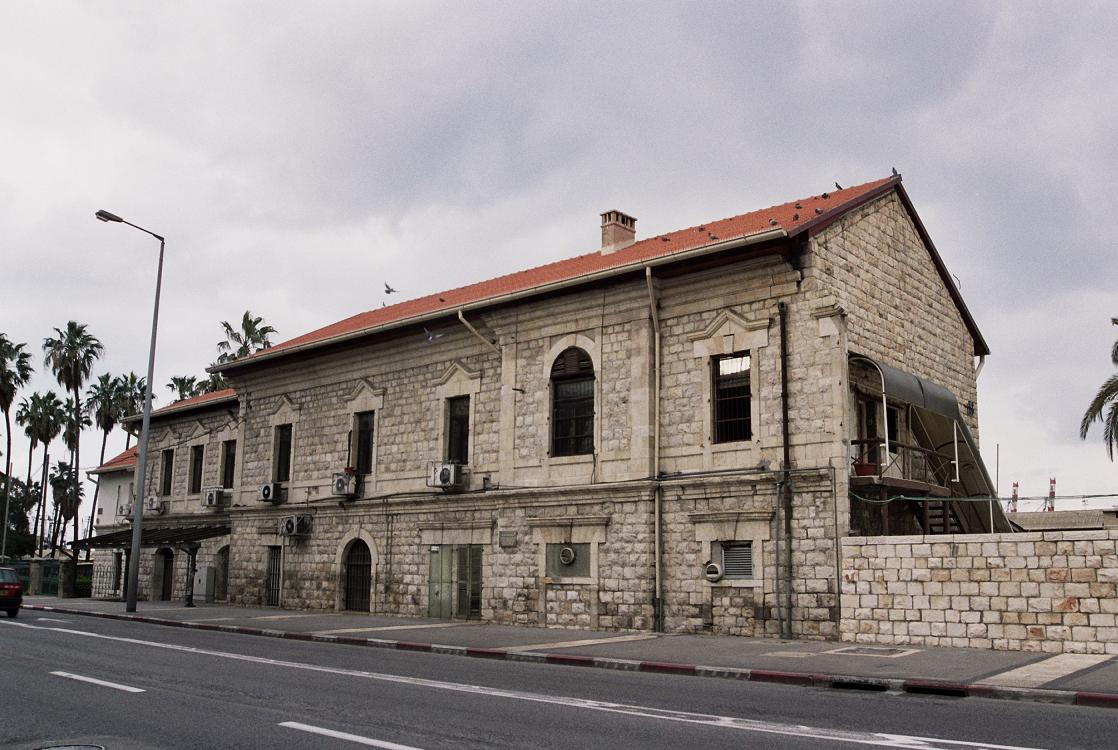
Bývalá železniční stanice Chejfa mizrach

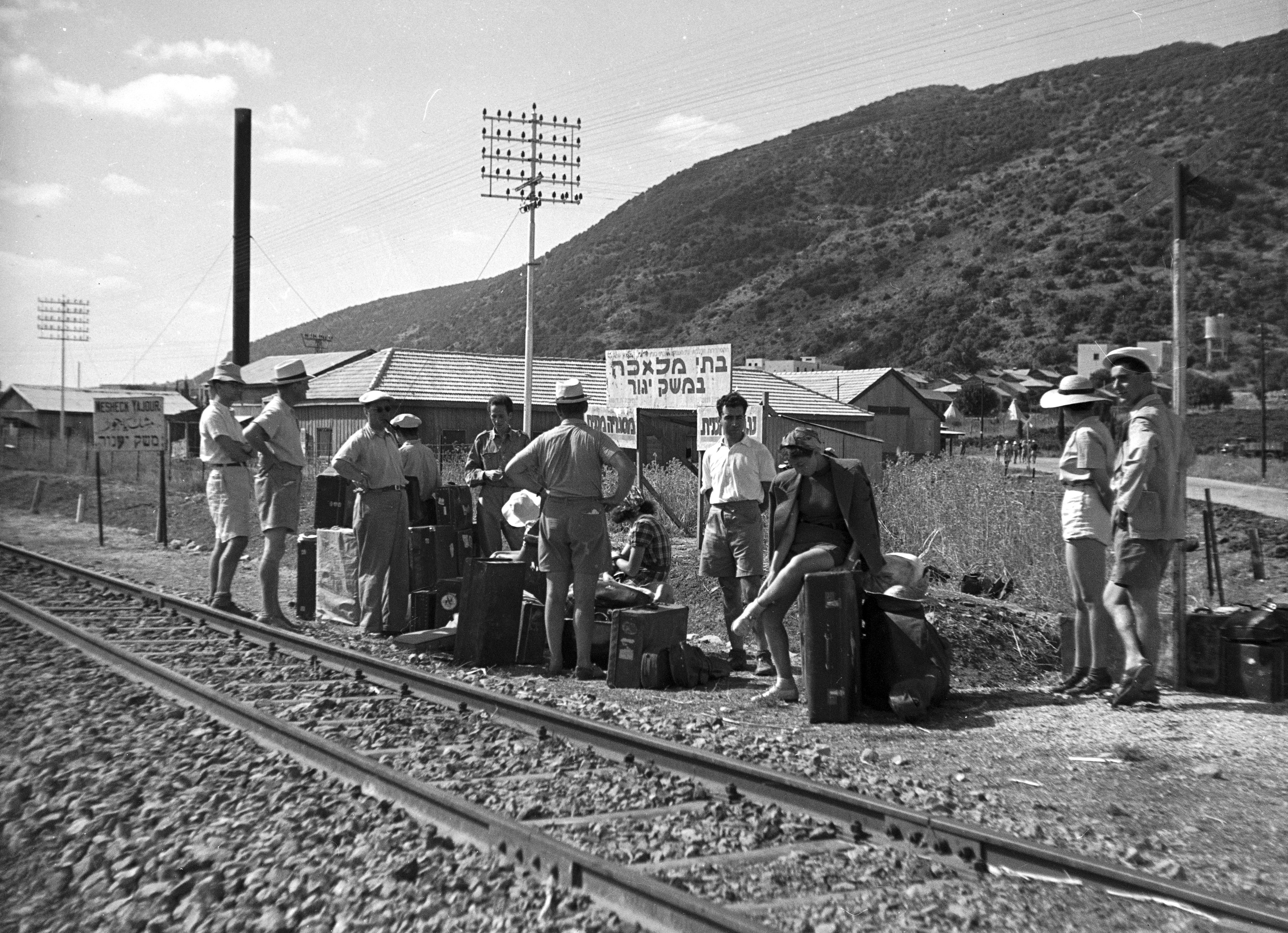
železniční stanice Jagur na snímku z roku 1939

Železniční trať v Jizre'elském údolí (hebrejsky רכבת העמק‎, Rakevet ha-emek, doslova Údolní trať, též מסילת העמק‎, Mesilat ha-emek) je železniční trať v severním Izraeli. Vznikla počátkem 20. století, kdy spojovala Haifu a syrské Dará. V 50. letech 20. století byla zrušena, v roce 2016 byla po rozsáhlých investicích obnovena v úseku mezi Haifou a městem Bejt Še'an.

## Původní trať z Haify do Dará

### Výstavba
Roku 1900 zahájil Heinrich August Meissner, německý železniční inženýr, který byl znám jako Meissner Paša, výstavbu Hidžázské železniční trati z Damašku ke svatým místům islámu v dnešní Saúdské Arábii. Během výstavby ho napadlo zřídit z ní boční východozápadní spojovací trať, která by měla tu výhodu, že by umožnila obejít oblast Libanonu, kde v té době rostl vliv Francie. Koncem roku 1902 začal plánovat podrobnou podobu této 160 km dlouhé spojovací tratě z Haify do syrského Dará. Brzy začaly stavební práce.
Trať byla v převážné délce na území dnešního Izraele postavena do roku 1904 tedy v době osmanské Palestiny. Vedla z Haify východním směrem podél Jizre'elského údolí a navazujícího Charodského údolí do města Bejt Še'an (tehdy převážně arabské město Bejsan), respektive do lokality Džisr al-Madžama (dnešní vesnice Gešer), kde se nacházela nejníže položená železniční stanice na světě (173 m pod úrovní moře). Do konce roku 1905 byla prodloužena o úsek, jenž sledoval severním směrem údolí řeky Jordán, kterou překročil jižně od Galilejského jezera a pak vedl údolím řeky Jarmuk na území Sýrie k Damašku, kde se napojoval na Hidžázskou železniční trať. 15. října 1905 byla trať slavnostně otevřena.
V roce 1915 za první světové války turecká armáda narychlo postavila provizorní železniční trať, která z této trati odbočovala ve městě Afula k jihu a vedla napříč Palestinou přes města Dženín, Tulkarm, Lod až do Beerševy. Za britského mandátu byla železniční trať v Jizre'elském údolí významnou vnitrostátní i mezistátní dopravní tepnou. Sloužila i rostoucí populaci židovských osadníků, kteří tuto oblast zúrodňovali a zakládali zde vesnice. Koncem 20. let 20. století tu začaly jezdit čtyři motorové lokomotivy.

### Seznam stanic
Na železniční trati se nacházely následující stanice:
- železniční stanice Chejfa mizrach
- železniční stanice Balad aš-Šajch (též Tel Chanan)
- železniční stanice Nešer
- železniční stanice Jagur
- železniční stanice Elroj
- železniční stanice Kirjat Charošet
- železniční stanice Kfar Jehošua
- železniční stanice Kfar Baruch
- železniční stanice Afula
- železniční stanice Ejn Charod
- železniční stanice Tel Josef
- železniční stanice Šata
- železniční stanice ha-Sade
- železniční stanice Bejt Še'an
- železniční stanice Bejt Josef
- železniční stanice Gešer
- železniční stanice Naharajim
- železniční stanice al-Dalhamija
- železniční stanice Arlozorov
- železniční stanice Emek ha-Jarden
- železniční stanice Cemach
- železniční stanice al-Hamma

### Přerušení provozu v polovině 20. století
Doprava tu byla přerušena během první arabsko-izraelské války v letech 1948–1949. Již předtím během takzvané Noci mostů v roce 1946 byla trať terčem židovského protibritského odboje, který při koordinované akci přerušil železniční spojení mandátní Palestiny s okolními státy a zničil mimo jiné most přes řeku Jarmúk. V omezené míře byla trať v provozu do roku 1952 a pak zanikla.

## Obnovená trať z Haify do Bejt Še'anu

### Plány na obnovu trati

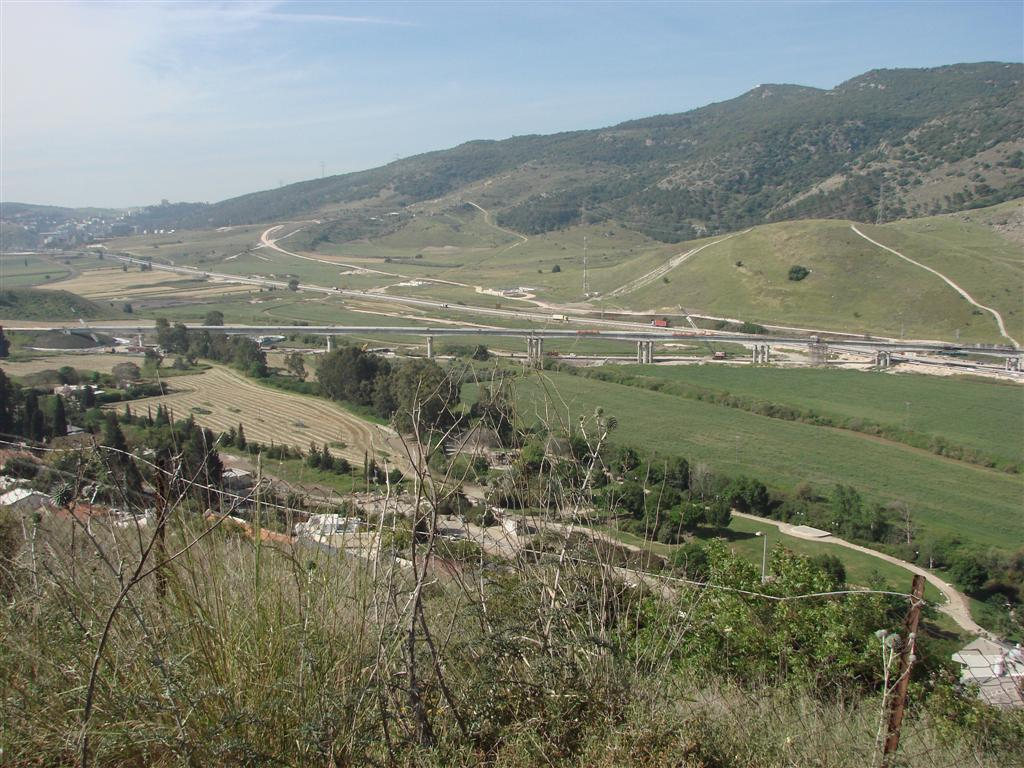
Výstavba obnovovaného úseku tratě u Kirjat Charošet, duben 2014.

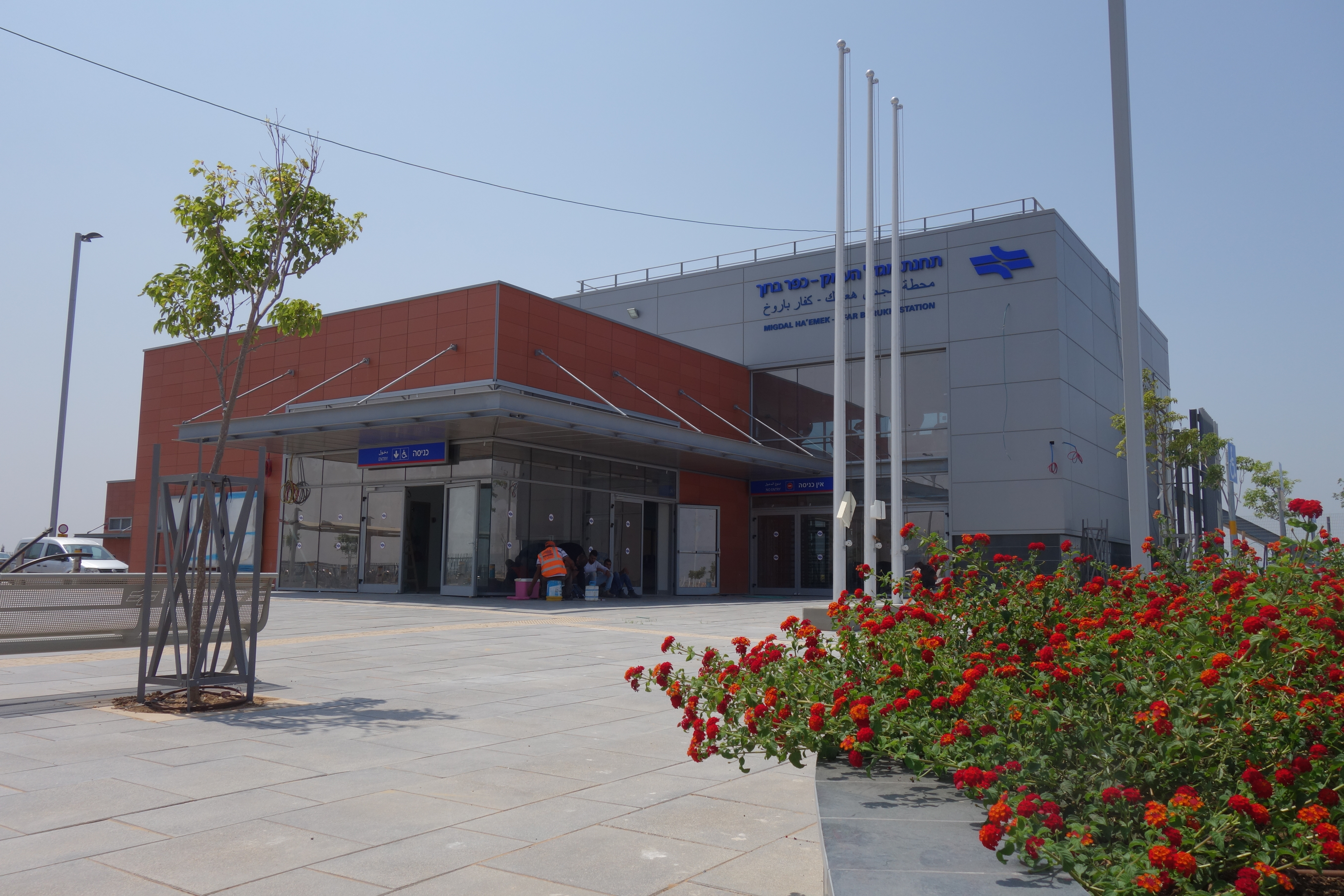
Budova železniční stanice Migdal ha-Emek – Kfar Baruch.

Od počátku 21. století se uvažovalo o obnově trati. V březnu 2010 oznámil ministr dopravy Izraele plán masivních investic do dopravní infrastruktury. V jeho rámci se uvažovalo o výstavbě trati v této historické trase, která by propojila města Haifa, Afula a Bejt Še'an. Předpokládalo se zahájení prací v roce 2011. V březnu 2011 izraelská vláda vypsala výběrové řízení na první fázi stavby. Celkem měla mít 60 km a spojovat Haifu, Nešer, Afulu a Bejt Še'an. Projektovaná byla jako dvoukolejná trať se šesti stanicemi a maximální rychlostí 160 km/h. Další fáze výběrového řízení na tuto trať se plánovala na rok 2012, přičemž dokončení výstavby se odhadovalo na rok 2016. Výhledově se počítalo i s napojením na Jordánsko v prostoru hraničního přechodu Jordán.
Nová, respektive staronová, trať byla uvedena do provozu v říjnu roku 2016. První vlak vyjel z Haify v neděli 16. října 2016 ráno. Trvání jízdy mezi oběma koncovými body bylo okolo 50 minut. Již předtím, koncem srpna 2016, projela po trati první souprava v rámci testovacího provozu. Součástí stavby bylo 26 mostů a 3 tunely. Maximální rychlost dosahuje 160 km/h. Náklady na výstavbu dosáhly jedné miliardy dolarů. Nová trať ale čelila i polemice. Při obsazenosti okolo 6 tisíc pasažérů denně byly masivní finance na její výstavbu označovány ze strany některých kritiků jako neefektivně vynaložené.

### Seznam stanic
- Železniční stanice Lev ha-Mifrac

odbočení z pobřežní železniční trati v Haifě
- železniční stanice Jokne'am – Kfar Jehošua
- železniční stanice Migdal ha-Emek – Kfar Baruch
- železniční stanice Afula
- železniční stanice Bejt Še'an

### Linkové vedení
V rámci aktuálního linkového vedení Izraelských drah je trať v Jizre'elském údolí obsluhována spojem, který začíná v stanici Atlit na pobřeží Středozemního moře, jižně od Haify. Vede potom skrz Haifu a následně odbočuje na nově zbudovaný, respektive obnovený, úsek z Haify do Bejt Še'anu.
- Železniční stanice Atlit
- Železniční stanice Chejfa Chof ha-Karmel
- Železniční stanice Chejfa Bat Galim
- Železniční stanice Chejfa Merkaz ha-Šmona
- Železniční stanice Lev ha-Mifrac
- železniční stanice Jokne'am – Kfar Jehošua
- železniční stanice Migdal ha-Emek – Kfar Baruch
- železniční stanice Afula
- železniční stanice Bejt Še'an